# John G. Avildsen
John Guilbert Avildsen (Oak Park, Illinois, 1935. december 21. – Los Angeles, 2017. június 16.) Oscar-díjas amerikai filmrendező.
Legismertebb és kritikailag legsikeresebb rendezése az 1976-os Rocky volt, mellyel rendezői Oscar-díjat nyert, továbbá hasonló kategóriában BAFTA- és Golden Globe-díjakra is jelölték. 1990-ben a film ötödik részének rendezését is elvállalta. Az ő nevéhez fűződik a Karate kölyök-filmek első három részének (1984–1989) megrendezése is.
Egyéb filmjei közé tartozik a Mentsd meg a tigrist! (1973), A képlet (1980), a 8 másodperc (1994) és az Inferno – A bűnös város (1999).

## Életpályája
Szülei: Clarence John Alvildsen és Ivy Guilbert voltak. Egyetemi tanulmányait a New York-i Egyetemen végezte el. 1959-ben a Vespa Motor Scooters reklámmenedzsere volt. 1961-től rendezőasszisztens (Arthur Penn és Otto Preminger), operatőr és gyártásvezető. 1965-1967 között a Muller, Jordan & Herrick Industrial Films-nél dolgozott, majd rendező lett. 1970-ben kapta meg élete első nagy sikerű filmjét a Joe-t. Ezt követte 1973-ban a Mentsd meg a tigrist! című filmje amellyel Jack Lemmon megnyerte a legjobb férfi főszereplőnek járó Oscar-díjat. 1976-ban jött a Rocky sorozat első része, amellyel elnyerte a legjobb filmnek és a legjobb rendezőnek járó Oscar-díjat is. A Rocky-sorozat ötödik részének is rendezője volt 1990-ben. A Karate kölyök-trilógiát is ő rendezte (1984, 1986, 1989).

## Magánélete
1987-2003 között Tracy Brooks Swope (1953-) amerikai színésznő volt a felesége.

## Filmográfia
| Év   | Magyar cím                 | Eredeti cím                            | Feladatkör | Feladatkör   | Feladatkör | Megjegyzések               |
| Év   | Magyar cím                 | Eredeti cím                            | Rendező    | Producer     | Vágó       | Megjegyzések               |
| ---- | -------------------------- | -------------------------------------- | ---------- | ------------ | ---------- | -------------------------- |
| 1964 |                            | Smiles                                 | Igen       | Igen         | Nem        | rövidfilm                  |
| 1965 |                            | Light Sound Diffused                   | Igen       | Igen         | Igen       | rövidfilm                  |
| 1965 | Mickey, az ász             | Mickey One                             | Nem        | Igen         | Nem        |                            |
| 1969 |                            | Turn on to Love                        | Igen       | Nem          | Igen       |                            |
| 1969 |                            | Out of It                              | Nem        | Társproducer | Nem        |                            |
| 1970 |                            | Guess What We Learned in School Today? | Igen       | Nem          | Igen       |                            |
| 1970 | Joe                        | Joe                                    | Igen       | Nem          | Nem        |                            |
| 1971 |                            | Cry Uncle!                             | Igen       | Nem          | Igen       |                            |
| 1971 |                            | Okay Bill                              | Igen       | Nem          | Igen       |                            |
| 1972 |                            | The Stoolie                            | Igen       | Nem          | Nem        | társrendező: George Silano |
| 1973 | Mentsd meg a tigrist!      | Save the Tiger                         | Igen       | Nem          | Nem        |                            |
| 1975 |                            | W.W. and the Dixie Dancekings          | Igen       | Nem          | Nem        |                            |
| 1975 |                            | Foreplay                               | Igen       | Nem          | Nem        | Inaugural Ball szegmens    |
| 1976 | Rocky                      | Rocky                                  | Igen       | Nem          | Nem        |                            |
| 1978 | Lassú tánc a nagy városban | Slow Dancing in the Big City           | Igen       | Igen         | Igen       |                            |
| 1980 | A képlet                   | The Formula                            | Igen       | Nem          | Nem        |                            |
| 1981 | Jó szomszédok              | Neighbors                              | Igen       | Nem          | Nem        |                            |
| 1982 |                            | Traveling Hopefully                    | Igen       | Nem          | Nem        | dokumentumfilm             |
| 1983 |                            | A Night in Heaven                      | Igen       | Nem          | Igen       |                            |
| 1984 | Karate kölyök              | The Karate Kid                         | Igen       | Nem          | Igen       |                            |
| 1986 | Karate kölyök 2.           | The Karate Kid Part II                 | Igen       | Nem          | Igen       |                            |
| 1987 | Sittmentes Új Évet!        | Happy New Year                         | Igen       | Nem          | Nem        |                            |
| 1988 | Gyermekáldás?              | For Keeps                              | Igen       | Nem          | Igen       |                            |
| 1989 | Kőkemény diri              | Lean on Me                             | Igen       | Vezető       | Igen       |                            |
| 1989 | Karate kölyök 3.           | The Karate Kid Part III                | Igen       | Nem          | Igen       |                            |
| 1990 | Rocky V.                   | Rocky V                                | Igen       | Nem          | Igen       |                            |
| 1992 | Egyedül a ringben          | The Power of One                       | Igen       | Nem          | Igen       |                            |
| 1994 | 8 másodperc                | 8 Seconds                              | Igen       | Nem          | Nem        |                            |
| 1998 |                            | A Fine and Private Place               | Igen       | Nem          | Nem        |                            |
| 1999 | Inferno – A bűnös város    | Inferno                                | Igen       | Nem          | Nem        |                            |
| 2007 |                            | Dancing Into the Future                | Nem        | Igen         | Nem        |                            |
| 2014 |                            | Let Love Last                          | Igen       | Nem          | Nem        | rövidfilm                  |
| 2017 |                            | American Satan                         | Nem        | Vezető       | Nem        |                            |
| 2019 |                            | The Margarita Man                      | Nem        | Vezető       | Nem        |                            |

## Fontosabb díjak és jelölések
| Díj                              | Év   | Kategória                       | Jelölt mű                  | Eredmény |
| -------------------------------- | ---- | ------------------------------- | -------------------------- | -------- |
| Oscar-díj                        | 1977 | Legjobb rendező                 | Rocky (1976)               | Elnyerte |
| Oscar-díj                        | 1983 | Legjobb dokumentum-rövidfilm    | Traveling Hopefully (1982) | Jelölve  |
| Golden Globe-díj                 | 1977 | Legjobb rendező                 | Rocky (1976)               | Jelölve  |
| Directors Guild of America Award | 1977 | Legjobb rendező (nagyjátékfilm) | Rocky (1976)               | Elnyerte |
| BAFTA-díj                        | 1978 | Legjobb rendező                 | Rocky (1976)               | Jelölve  |
| Arany Málna díj                  | 1981 | Legrosszabb rendező             | A képlet (1980)            | Jelölve  |
| Arany Málna díj                  | 1990 | Legrosszabb rendező             | Karate kölyök 3. (1989)    | Jelölve  |
| Arany Málna díj                  | 1991 | Legrosszabb rendező             | Rocky V. (1990)            | Jelölve  |

## Fordítás
- Ez a szócikk részben vagy egészben  a   John G. Avildsen című angol Wikipédia-szócikk fordításán alapul.  Az eredeti cikk szerkesztőit annak laptörténete sorolja fel. Ez a jelzés csupán a megfogalmazás eredetét és a szerzői jogokat jelzi, nem szolgál a cikkben szereplő információk forrásmegjelöléseként.